# 祖拉布·马基耶夫
祖拉布·加约佐维奇·马基耶夫（羅馬化：Zurab Gayozovich Makiyev；1976年9月20日—）是俄罗斯政治人物，第六届、第七届、第八届国家杜马代表。2002年，马基耶夫被授予社会学理学副博士学位。
2000年，他在北奥塞梯-阿兰共和国司法部担任执行官职责。2004年至2006年，马基耶夫担任莫斯科司法部法律信息科学中心副主任。2006年，他被任命为司法部南部联邦管区司副司长。2009年，他担任科斯特罗马州财务部第一副主任。2009年至2012年，马基耶夫担任时任俄罗斯第一副总理伊戈尔·舒瓦洛夫的秘书处副主任。2014年，马基耶夫当选第六届国家杜马代表。2016年和2021年分别成为第七届和第八届国家杜马代表。

## 制裁
马基耶夫于2022因俄乌战争而受到美国财政部制裁。